# Crush (Versión Japón)
Crush (en español Aplastar) en (japonés-打ち砕く). Es el segundo álbum de estudio en japonés de la banda femenina 2NE1 que tendrá lugar su lanzamiento en Japón el próximo 25 de junio de 2014.

## Lista de canciones
Incluye I Love You, Falling In Love, Do You Love Me & Missing You

| N.º | Título                                                              | Letras            | Música                  | Duración |  |
| 1.  | «Crush»                                                             | CL                | CL, Choice 37           |          |  |
| 2.  | «Come Back Home» (version japonesa)                                 | Teddy             | Teddy, PK, Dee.P        |          |  |
| 3.  | «Gotta Be You» (ガッタ·おて(Gotta anata mo))                        | Teddy, PK         | Teddy, MASTA WU, Verbal |          |  |
| 4.  | «Do You Love Me» (version japonesa)                                 | Teddy             | Teddy                   |          |  |
| 5.  | «Happy» (versión japonesa)                                          | Teddy             | Teddy                   |          |  |
| 6.  | «Falling In Love» (versión japonesa)                                | Teddy, Choice37   | Teddy, Choice37         |          |  |
| 7.  | «I Love You» ((versión japonesa))                                   | Teddy, Lydia Paek | Teddy                   |          |  |
| 8.  | «If I Were You» (私はあなたであるかの(Watashi wa anatadearu ka no)) | CL                | Teddy, Dee.P            |          |  |
| 9.  | «Missing You» (ユー行方不明(Yū yukue fumei))                        | CL                | CL, Choice 37, Peejay   |          |  |
| 10. | «Come Back Home» (Unplugged version - Versión japonesa)             | Teddy             | Teddy, PK, Dee.P        |          |  |